# جيك ستوفال
جيك ستوفال (بالإنجليزية: Jake Stovall)‏ هو لاعب كرة قدم أمريكي في مركز الدفاع، ولد في 10 يناير 1994 في سنترفيل في الولايات المتحدة. لعب مع Puerto Rico FC ‏.